# Jaktař
Jaktař (rod ž. i m., 7.p. před/za J-í i J-em, německy Jaktar, polsky Jaktarz, Jaktar), dříve samostatná obec, je dnes jednou z 16 částí statutárního města Opavy a je územně totožná s katastrálním územím Jaktař. Od centra města leží zhruba 3 km severozápadním směrem.
Převážná část Jaktaře patří k centrální oblasti města Opavy, která se nečlení na samosprávné městské části a je spravována přímo zastupitelstvem a magistrátem města. Pouze nepatrný díl na severovýchodě Jaktaře, základní sídelní jednotka Vávrovická, tvořená čtveřici dvojdomků se zahrádkami na západní straně Vávrovické ulice poblíž kaple v Palhanci, patří k samosprávné městské části Vávrovice.

## Název
Pro jméno Jaktař se doposud nepodařilo najít jednoznačné vysvětlení. Jednou z možností je, že původně šlo o pojmenování obyvatel vsi jaktaři - "koktavci". Nelze vyloučit ani původ ve staroněmeckém artacher - "orná půda, pozemky určené k orbě".

## Historie
První svědkové osídlení pocházejí v archeologických nálezech již ze starší doby kamenné. V raném středověku bylo postaveno slovanské hradiště na vyvýšeném místě dnešního farního kostela. Jaktař patřila k moravským enklávám ve Slezsku. Na rozdíl od Opavy byla většina obyvatel česky mluvících.
V roce 1938 stálo v Jaktaři 302 domů. V roce 1939, tedy v době kdy Opava byla centrem jednoho ze tří vládních obvodů Sudetské župy a zbytek ČSR byl protektorátem, byl Jaktař připojen k Opavě. Spolu s ním bylo připojeno také město Kateřinky a obec Kylešovice.
| Rok            | 1869 | 1880 | 1890 | 1900 | 1910 | 1921 | 1930 | 1950 | 1961 | 1970 | 1980 | 1991 | 2001 | 2011 | 2021 |
| -------------- | ---- | ---- | ---- | ---- | ---- | ---- | ---- | ---- | ---- | ---- | ---- | ---- | ---- | ---- | ---- |
| Počet obyvatel | 586  | 635  | 696  | 750  | 894  | 1133 | 1738 | 1968 | 2102 | 1973 | 2055 | 2011 | 2277 | 2362 | 2282 |

1. ↑  Z toho 1340 osob národnosti československé a 294 německé.[7]

## Pamětihodnosti
- Kostel svatého Petra a Pavla je doložen již před polovinou 13. století. Ve zdivu gotický jednolodní kostel s hranolovou věží má v presbytáři dochované kamenné gotické sanktuarium a sedile ze 14. století. Nejstarší částí kostela je sakristie z poloviny 13. století, zaklenutá dvěma poli velmi masivní žebrové klenby. Kostel byl přestavěn koncem 18. století. Vybavení kostela pochází z 18. a 19. století. Nejcennější je pozdně barokní oltářní obraz Loučení apoštolů sv. Petra a Pavla z roku 1762, který namaloval slezský malíř Felix Ivo Leicher.
- Poutní místo s kaplí sv. Anny, barokního původu, kaple vysvěcena roku 1897, několikrát zdevastována, obnovena roku 2010[8]

### V Jaktaři žili a pracovali
• Msgre František Horák (1870 - 1935), ř.k. kněz rodem z Pivína, vysvěcen 1893, probošt u sv. Mořice v Olomouci a poslanec Moravského zemského sněmu
• Alois Šebela (1880 – 1942), ř. k. kněz, vysvěcen 1902, vikář a čestný kanovník v Kroměříži, v letech 1928-1938 duchovní správce farnosti v Jaktaři, zahynul v Osvětimi

## Školy
- Církevní základní škola sv. Ludmily, Slavkovská 140/2
- Základní škola Krnovská 101

## Kultura a vybavenost
Jaktařem prochází cyklostezka směrem na Stěbořice a arboretum v Novém Dvoře. Působí zde křesťanská sportovní organizace Orel, nachází se zde fotbalové hřiště a je vyvíjena i další sportovní a kulturní činnost. Pod kostelem svatého Petra a Pavla je umístěn model planety Saturn jako část modelu Sluneční soustavy v Planetární stezce v Opavě. V Jaktaři se nachází poštovní úřad (PSČ 747 07), veterinární nemocnice, mini-zoo a další. Z obchodů se zde nachází supermarket Tempo (Terno), nejstarší v Opavě, a množství dalších specializovaných obchodů. Výpadovky z města směrem na Krnov a Bruntál a okolí se staly centrem prodeje a servisu automobilů značek Volkswagen (celý koncern), Opel, Peugeot, Suzuki, Citroen, Hyundai, Mitsubishi, Ford a Mazda.